# Robur 8
Der Robur 8 ist ein Sportwagen. Er stammt aus Frankreich.

## Beschreibung
Henri-Georges-Jean Renoult und Edmond-Louis Delmer stellten das Fahrzeug her. Als Baujahr ist 1927 angegeben; es gibt aber auch Hinweise auf 1927/28, 1928 und 1928–1929.
Das Fahrzeug hat einen Achtzylinder-Reihenmotor. 52 mm Bohrung und 64 mm Hub ergeben 1087 cm³ Hubraum. Er leistet 48 PS. Zwei Vergaser von Solex werden genannt.
Der Motor ist vorn im Fahrgestell eingebaut und treibt die Hinterachse an. Das Getriebe hat vier Gänge.
Die offene Karosserie bietet Platz für zwei Personen nebeneinander. Sie stammt von Carrosserie Charles Duval.
Das Fahrzeug wurde an einen Herrn Alexis verkauft, der damit bei Autorennen startete. 1950 erwarb C. A. Martin das Fahrzeug. Sein Sohn verkaufte es dann an einen Händler und später landete es bei Philippe Orssaud. Inzwischen besitzt der Enkel eines der Erbauer das Fahrzeug.